# Горан Вучевич
Горан Вучевич (хорв. Goran Vučević, нар. 18 травня 1971, Спліт) — югославський та хорватський футболіст, що грав на позиції півзахисника. По завершенні ігрової кар'єри — тренер. У 1992 році був визнаний кращим футболістом Хорватії.
Виступав, зокрема, за клуби «Хайдук» (Спліт), «Барселона» та «Кельн», а також національну збірну Хорватії.

## Клубна кар'єра
У дорослому футболі дебютував 1988 року виступами за команду клубу «Хайдук» (Спліт), в якій провів чотири сезони, взявши участь у 68 матчах чемпіонату. У 1992 році Вучевич допоміг команді здобути перемогу в першому розіграші чемпіонату Хорватії і 19-річний Горан був обраний кращим гравцем в лізі (виграв «Жовту майку» в опитуванні журналу «Sportske Novosti»).
Молодий талант зацікавив європейські клуби і 1992 року перейшов до іспанської «Барселони». Гравцем цього клубу він залишався протягом п'яти років, однак будучи іноземним гравцем так і не зміг пробитися в основний склад, де в той час виступали такі зірки міжнародного футболу, як Рональд Куман, Мікаель Лаудруп, Христо Стоїчков, Ромаріо, Георге Хаджі і Луїш Фігу.
У грудні 1993 року він був вигнаний з команди голландським тренером Йоганом Кройфом після відмови приєднатись до дублюючої команди «Барселона Б», а в сезоні 1994/95 був відданий в оренду назад в рідний «Хайдук» (Спліт), де разом із іншими досвідченими гравцями допоміг клубу виграти золотий дубль (перший для клубу з 1975 року) і дійшов з командою до чвертьфіналу Ліги чемпіонів УЄФА.
Наступний сезон хорват провів також на правах оренди у клубі «Мерида», поки, нарешті, в 1997 році він не був проданий в німецький «Кельн». У Німеччині він також не мав постійного місця в основі, навіть після того, як його клуб вилетів з Бундесліги.
Завершив професійну ігрову кар'єру у рідному «Хайдуку». Прийшов до команди 1999 року, захищав її кольори до припинення виступів на професійному рівні у 2001 році. За цей час виграв з командою ще по одному чемпіонату і кубку Хорватії.

## Виступи за збірну
Протягом одного тижня, починаючи з 5 липня 1992 року, Вучевич провів три матчі у складі національної збірної Хорватії. Усі ці ігри мали товариський статус і проводилися проти одного й того ж суперника, Австралії.

## Кар'єра тренера
Розпочав тренерську кар'єру, повернувшись до футболу після невеликої перерви, 2005 року, увійшовши до тренерського штабу клубу «Хайдук» (Спліт), а також паралельно очоливши молодіжну команду.
25 травня 2008 року став головним тренером першої команди сплітського клубу. У 12 турах сезону 2008/09 Вучевич, як тренер «Хайдука», здобув шість перемог, дві нічиї та чотири поразки. В єврокубках йому не вдалося пройти кваліфікаційний раунд Кубка УЄФА, програвши іспанському «Депорітіво». 26 жовтня того ж року після поразки від «Задара» Вучевич був звільнений, після чого він повернувся до молодіжної системи.
16 листопада 2010 року Вучевич повернувся на посаду головного тренера, проте у квітні 2011 року, після того як команда не змогла подолати груповий етап в Лізі Європи і не виграла національний чемпіонат до 100-річчя від заснування клубу, він був звільнений.
Вучевич повернувся в «Хайдук» у грудні 2013 року як спортивний директор завдяки президенту Марину Брбичу. У квітні 2015 року він знову замінив Станко Покелеповича на посаді головного тренера клубу і втретє очолив клуб, але сам був звільнений від виконання тренерських обов'язків лише після двох проведених ігор, одна з яких призвела до вильоту з хорватського кубка від головного ворога клубу «Спліт». Він отримував погрози від вболівальників, але продовжував працювати спортивним директором. В березні 2016 року його піддали критиці за його методи і звинуватили у негативних результатах команди в чемпіонаті. 1 квітня 2016 року Вучевич подав у відставку з посади спортивного директора «Хайдука» після того, як Брбич залишив посаду.

## Титули та досягнення
- Чемпіон Хорватії: 1992, 1994/95, 2000/01
- Володар Кубка Хорватії: 1994/95, 1999/00
- Володар Суперкубка Хорватії: 1992